# Jason Marshall (Eishockeyspieler)
Jason Marshall (* 22. Februar 1971 in Cranbrook, British Columbia) ist ein ehemaliger kanadischer Eishockeyspieler, der im Verlauf seiner aktiven Karriere zwischen 1989 und 2008 unter anderem 569 Spiele für die Mighty Ducks of Anaheim, Washington Capitals, Minnesota Wild und San Jose Sharks in der National Hockey League (NHL) auf der Position des Verteidigers bestritten hat. Darüber hinaus verbrachte Marshall zwei Spielzeiten in der Deutschen Eishockey Liga (DEL), wo er für die Kölner Haie und Frankfurt Lions aktiv war.

## Karriere
Nachdem Marshall in seiner Jugend je ein Jahr für die Vernon Lakers in der British Columbia Junior Hockey League (BCJHL), in der Auswahlmannschaft des kanadischen Eishockeyverbandes Hockey Canada sowie die Tri-City Americans in der Western Hockey League (WHL) gespielt hatte, wechselte der Verteidiger im Sommer 1991 zu den St. Louis Blues in die National Hockey League (NHL). Von den Blues war er beim NHL Entry Draft 1989 an insgesamt neunter Stelle ausgewählt worden. Allerdings spielte er zwischen 1991 und 1994 fast ausschließlich in deren Farmteam, den Peoria, in der International Hockey League (IHL). 
Nach seinem anschließenden Wechsel im August 1994 im Tausch für Bill Houlder zu den Mighty Ducks of Anaheim etablierte er sich in deren Team und bestritt bis zur Saison 2000/01 einen Großteil seiner insgesamt 569 NHL-Spiele. Nach einem kurzen Gastspiel bei den Washington Capitals, die im Gegenzug Alexei Tesikow und ein Viertrunden-Wahlrecht im NHL Entry Draft 2001 nach Anaheim abgegeben hatten, ging er ab Juli 2001 drei weitere Jahre in der NHL für die Minnesota Wild aufs Eis. Das Ende der Saison 2003/04 absolvierte Marshall im Trikot der San Jose Sharks, die ihn gegen ein Fünftrunden-Wahlrecht im NHL Entry Draft 2004 eingetauscht hatten.
Während des Lockouts der NHL-Saison 2004/05 war der Kanadier für den tschechischen Extraligisten HC Plzeň 1929 aktiv. Zur Saison 2005/06 kehrte Marshall als Free Agent zu den Mighty Ducks zurück. Im Laufe der Saison wurde er aber ins Farmteam zu den Portland Pirates geschickt. Zur Saison 2006/07 wechselte der Verteidiger zu den Kölner Haien in die Deutsche Eishockey Liga (DEL), wobei er in der die Strafzeiten-Statistik der Liga anführte. Die Spielzeit 2007/08 verbrachte er beim Ligakonkurrenten Frankfurt Lions, ehe der 37-Jährige seine aktive Karriere im Sommer 2008 beendete.

## Erfolge und Auszeichnungen
- 1991 Goldmedaille bei der Junioren-Weltmeisterschaft
- 1991 Turner-Cup-Gewinn mit den Peoria Rivermen

## Karrierestatistik

### International
Vertrat Kanada bei:
- Junioren-Weltmeisterschaft 1991

(Legende zur Spielerstatistik: Sp oder GP = absolvierte Spiele; T oder G = erzielte Tore; V oder A = erzielte Assists; Pkt oder Pts = erzielte Scorerpunkte; SM oder PIM = erhaltene Strafminuten; +/− = Plus/Minus-Bilanz; PP = erzielte Überzahltore; SH = erzielte Unterzahltore; GW = erzielte Siegtore; 1 Play-downs/Relegation; Kursiv: Statistik nicht vollständig)